# Stanisław Zdzitowiecki
Stanisław Kazimierz Zdzitowiecki (ur. 15 lutego 1854 w Barczkowicach, zm. 11 lutego 1927 we Włocławku) – polski biskup rzymskokatolicki, biskup diecezjalny włocławski w latach 1902–1927 (do 1925 kujawsko-kaliski).

## Życiorys
Święcenia kapłańskie otrzymał w Warszawie w 1877, a następnie odbył studia w Rzymie. Był proboszczem na Woli oraz w parafiach Świętej Trójcy i Narodzenia Najświętszej Maryi Panny w Warszawie. Został mianowany kanclerzem konsystorza i w 1888 kanonikiem sandomierskim. W latach 1901–1902 był wikariuszem kapitulnym diecezji sandomierskiej.
9 czerwca 1902 został prekonizowany na biskupa diecezjalnego diecezji kujawsko-kaliskiej. Sakry biskupiej udzielił mu 23 listopada 1902 w Petersburgu biskup Jerzy Józef Szembek.
Ingres do katedry we Włocławku nastąpił 2 grudnia 1902.
Uczestniczył w przygotowaniu reorganizacji polskiej administracji kościelnej po odzyskaniu niepodległości. Rozwinął w diecezji działalność wydawniczą i założył „Ateneum Kapłańskie”. Koronował w 1910 koronami papieskimi Piusa X obraz Matki Bożej Częstochowskiej.